# 金·克萊斯特絲
金·克萊斯特絲（荷蘭語：Kim Clijsters，荷蘭語發音：[kɪm ˈklɛistərs]，1983年6月8日—），比利時前職業網球運動員，單打最高世界排名第一，四座大滿貫得主，國際網球名人堂成員。
雙打方面，在2003年，她和日本名將杉山愛合作，奪得法網和温布尔登女雙等七項冠軍，並登上世界排名第一，使她在當時同時成為女單和女雙的世界排名第一。
2007年5月6日，她宣布退役。2009年3月26日她透過个人官方网站正式宣布重返职业网坛。2012年美網第二輪出局後，她再宣布退役。2019年年底，再次於社群媒體宣布2020年復出，原定1月澳洲賽季復出，但因身體狀況，推遲至2月中東賽季的卡達公開賽才出賽。

## 網球生涯

### 1997年
在比利時的Koksijde第一次參加ITF的比賽，止步於八強。

### 1998年
參加四個ITF級的比賽，奪得Brussels和Koksijde兩個冠軍，及在Ramat Hasharon止步於八強（敗給賈斯汀·海寧）。

### 1999年
第一次年終排名前五十，在五月的安特衛普賽事中成為Lucky Loser參加正式賽程，她在八強賽中本有握得賽末點（對上當時排名35的Pitkowski），但是還是不幸落敗；當年取得資格進入溫布頓錦標的正式賽（排名195），第三輪中擊敗當時排名第十的南非好手Amanda Coetzer，最後敗給後來的亞軍格拉芙；在美國公開賽中，第三輪中面對後來的冠軍──塞雷娜·威廉姆斯，在第三盤中本來握有5-3的優勢但是還是沒能把喔；在歐洲的盧森堡終於獲得她生涯的第一個單打冠軍，過程中擊敗兩名比利時同胞好手—Appelmans和Van Roost；在Bratislava中獲得亞軍（輸給毛瑞斯莫），不過也贏得了她生涯的第一個雙打冠軍。

### 2000年
生涯第一次排名前二十；贏得兩項冠軍及對上世界排名前20球員贏得十三次的勝利；在Hobart贏得生涯第二個冠軍；美國Indian Wells和Miami都打進第四輪(分別輸給塞雷娜·威廉姆斯和辛吉斯)，在聯邦盃的比賽中擊敗過庫妮可娃和Tauziat；於溫布爾登網球錦標賽中第一輪擊敗當時第七種子Tauziat而且和前男友Hewitt搭當混雙而打進決賽；在美國的New Haven和歐洲的Luxembourg皆打進八強，過程中打敗八位種子選手；身為外卡選手卻能在Filderstadt打進決賽，過程中打敗了二號種子C. Martinez、三號種子Tauziat和六號種子庫妮可娃；生涯第一個第二級賽事的冠軍—Leipzig，擊敗了西班牙的第二種子A.Sánchez-Vicario、第三種子安娜·庫妮可娃和第七種子E. Likhovtseva及第八種子J. Dokic；年終賽中打進八強，擊敗Sánchez-Vicario但是敗給E. Dementieva於第三輪；這三項賽事將金·克萊斯特絲的排名推上至第十八位。且在年終的聯邦盃準決賽和美國網球公開賽第二輪，皆對上當時世界第二的黛文波特並將比賽逼進第三盤。

### 2001年
生涯第一次以排名前十名結束2001年賽季，奪得三項冠軍，且打進第一個大滿貫決賽──法國網球公開賽；美國Indian Wells在準決賽中以三盤擊敗當時世界第一的辛吉斯，決賽輸給塞雷娜·威廉姆斯，雖然他在此比賽中擁有賽末點過(金·克萊斯特絲領先：64 53)；之前從未闖入過大滿貫第四輪，但是於法國網球公開賽一舉打入決賽（過程中擊敗海寧），但是最終輸給了J. Capriati，比數為1-6, 6-4, 12-10創下法國網球公開賽女單決賽最長的第三盤紀錄，法國公開賽完世界排名由14進展至第7(6/11)；在Stanford奪冠，擊敗黛文波特（第一次擊敗黛文波特）；亦在Leipzig（第一次衛冕冠軍）及Luxembourg奪冠；在'S-Hertogenbosch奪得亞軍，且在WTA年終賽(被黛文波特擊敗，第三盤搶七以7-3輸球)、New Haven 打進準決賽(因四頭肌拉傷退賽)、 Tokyo [Princess Cup]和Bol；於溫布頓打進八強(與日本球員杉山愛搭配雙打打進決賽)及美國網球公開賽。幫助比利時隊贏得第一個聯邦盃的獎盃。

### 2002年
2002年是金·克萊斯特絲漸趨成熟的一年，在雪梨和澳大利亞網球公開賽打進四強，而且在三月世界排名達到第三，但是右上臂的傷勢使得他離開巡迴賽六週。奪得紅土賽事Hamburg冠軍（擊敗當時世界第一維納斯·威廉姆斯），羅馬打進四強。5月20日是第一次同時有兩名比利時人排名世界前五（金·克萊斯特絲第四和海寧第五）；在Stanford和Tokyo [Princess Cup]奪得亞軍，分別輸給維納斯·威廉姆斯和塞雷娜·威廉姆斯；在Filderstadt演出驚艷，連續以三盤的盤數擊敗黛文波特(46 63 64)、毛瑞斯莫(36 64 75)、D. Hantuchova(46 63 64)而奪得冠軍。奪得Luxembourg單打和雙打雙料冠軍；奪得WTA年終賽冠軍，總共擊敗了世界第四的海寧、世界第二的維納斯·威廉姆斯和世界第一、當年橫掃三個大滿貫的塞雷娜·威廉姆斯，平了年終賽奪冠最少局數的紀錄。也是第二位能夠在同一個賽事中的最後兩輪擊敗威廉姆斯姊妹，同時也是第四位球員能夠在同一個賽事擊敗威廉姆斯姊妹（其他的球員：A.Savchez-Vicario於1998年雪梨、格拉芙於1999年雪梨及2001年澳網辛吉斯）。2002年只有金·克萊斯特絲做到這個紀錄。

### 2003年
生涯表現最佳的一年，在參加的21個賽事中，有20個皆打進四強或更好成績（只有在Toronto在第三輪輸給Krasnoroutskaya）；其中打進15個決賽；這年總共打了154場單雙打比賽(單打90勝/12負；雙打47勝/5負)，90場的單打勝場僅次於1982年的M. Navratilova和1974年C. Evert；2003年開始就奪得雪梨公開賽的冠軍，且成為20年來第四位未失一盤奪冠的選手（另外三位是格拉芙、莫妮卡·莎莉絲、娜拉提洛娃），打進澳大利亞網球公開賽的四強對上後來奪冠的塞雷娜·威廉姆斯，雖然她在第三盤擁有5-1的領先且在5-2時握有賽末點，但她卻大翻盤，以7-5輸球；在法國網球公開賽再一次獲得亞軍和美國網球公開賽也獲得亞軍(皆輸給海寧)；打進溫布爾登網球錦標賽的四強(以三盤輸給維納斯·威廉姆斯)，在此賽季總共獲得九個冠軍(在這十年間僅有1997年的辛吉斯奪得12個冠軍比她更多)，包括第一級賽事：Indian Wells(擊敗黛文波特)和羅馬（擊敗毛瑞斯莫），並且成功的保衛了她的WTA年終賽冠軍（之前只有四個球員做得到：Evert、娜拉提諾娃、莫妮卡·莎莉絲及格拉芙）；2003年也是她豐收的一年，這年總獎金超過4百萬美金；其他的冠軍還包括了：Filderstadt、Los Angeles，在8月11日成為1975年來電腦排名制度開始時，WTA的第十二位世界第一，在8月18日也成為第五位單雙打同時第一的球員(其他球員為Navratilova, Sßnchez-Vicario, 辛吉斯和黛文波特)；雙打的成績也是很輝煌，奪得七個冠軍：悉尼、安特衛普、斯科茨戴爾、法網、溫布頓、美國聖秩戈、蘇黎世一級賽雙打冠軍，以及WTA年終賽的雙打亞軍，皆與杉山愛搭配。

### 2004年
2004年賽季開始，除了因在Hopman盃扭傷導致退出雪梨的賽事，金·克萊斯特絲就有一個相當好的開始，贏得15場比賽中的14場勝利，所以除了澳大利亞網球公開賽打進決賽，最後輸給同胞海寧，其餘都拿下冠軍：包括Paris（擊敗法國M. Pierce）和Antwerp（擊敗義大利S. Farina Elia）。不過在美國的Indian Wells和Miami都無法衛冕她的冠軍，因她的左腕肌腱炎和骨頭的傷害導致他後來的退賽。在聯邦盃的比賽中，帶領著比利時隊伍第一輪以3-2的比數擊敗克羅埃西亞隊。德國柏林的賽事中，再度因為手腕的傷勢退賽，而連帶沒有參加羅馬和法國公開賽。在當年的6/12動了手腕的手術，但她還是退出了Eastbourne, 溫布爾登網球錦標賽、Stanford, New Haven和美國網球公開賽。最終在Hasselt不過卻在準決賽面對E. Bovina又再度因傷退賽，連帶結束了整個賽季。

### 2005年
這年是她表現驚異的一年，在因手腕的傷勢沉寂了好一陣子之後，他的排名直直落到百名外，但是他在Antwerp宣布復出，接著在三月就連續奪得印地安偉爾斯和邁亞密兩項一級賽事的冠軍，並且在這年以第四種子之姿，她奪得了他生涯的第一個大滿貫單打冠軍—2005美國網球公開賽女單冠軍；在八強中擊敗剋雲露詩威廉斯(以三盤的比數：46 75 61 獲勝)；準決賽擊敗當時剛坐上球后寶座的第一種子舒拉寶娃(也是三盤的比數：62 67(4) 63獲勝)；最後在決賽中就沒有任何遲疑了，擊敗法國老將、在當年的法國公開賽也是闖進決賽的皮雅斯；因為他是當年美國網球公開賽系列賽中勝率最高的選手，最後美國網球公開賽又奪冠，所以獎金雙倍，獲得220萬美元的獎金，是有史以來獎金最高的一次。這是克萊斯特絲參加的第22個大滿貫賽事，在開放年代以來，只有Novotna(參加45次大滿貫賽事，才在1998 溫布爾登網球錦標賽奪冠，旋即宣布退休)、Capriati(參加29次大滿貫賽事，才在2001澳大利亞網球公開賽奪冠)、克丽·梅尔维尔·里德(參加28次大滿貫賽事才奪冠)、戴雲寶特(參加26次大滿貫賽事，才在1998美國網球公開賽奪冠)比他久才奪冠。在三月初的印地安偉爾斯擊敗世界第五的迪文蒂耶娃和當時世界第一的戴雲寶特，也創下以最低排名的身分(133名)獲得一級賽事冠軍的紀錄，並且創下自1975年以來，最低排名的球員能夠扳倒世界第一的紀錄！接下來的邁亞密，他在最後的四場比賽只丟了19局就一路擊敗A. Myskina、迪文蒂耶娃、瑪莉絲莫和舒拉寶娃，也與1989年的嘉芙一樣，連續橫掃這兩個冠軍！只有六位球員能夠在同一個賽季中獲得邁亞密和美國公開賽冠軍：嘉芙、莎利斯、軒芝絲、雲露詩和莎蓮娜威廉斯。不過更值得一提的就是在後半球季，北美硬地賽事的美國網球公開賽系列賽的表現，贏得37場中的36場勝利，唯一的一場失敗就是在聖地牙哥八強被中國的彭帥擊敗以外，她在美巡賽奪得3個冠軍：史丹福、洛杉機和加拿大的多倫多。她在Eastbourne 奪得她第二個草地冠軍；在美國網球公開賽後還奪得兩個冠軍：盧森堡和哈瑟爾特；當奪得美國網球公開賽後她也順勢登上世界第一的寶座，當然也取得WTA年終賽的資格，但是她在第一輪就被瑪莉絲莫和皮雅斯給狙擊，沒能進入四強。2005年的獎金為3,983,654美元，這個紀錄是WTA巡迴賽歷史中第二名的，第一名的紀錄也是由克萊斯特絲保持：2003年4,466,345美元。在聯邦盃的比賽中：她帶領了比利時隊擊敗了阿根廷隊，使得比利時得以獲得2006世界組的資格。

### 2006年

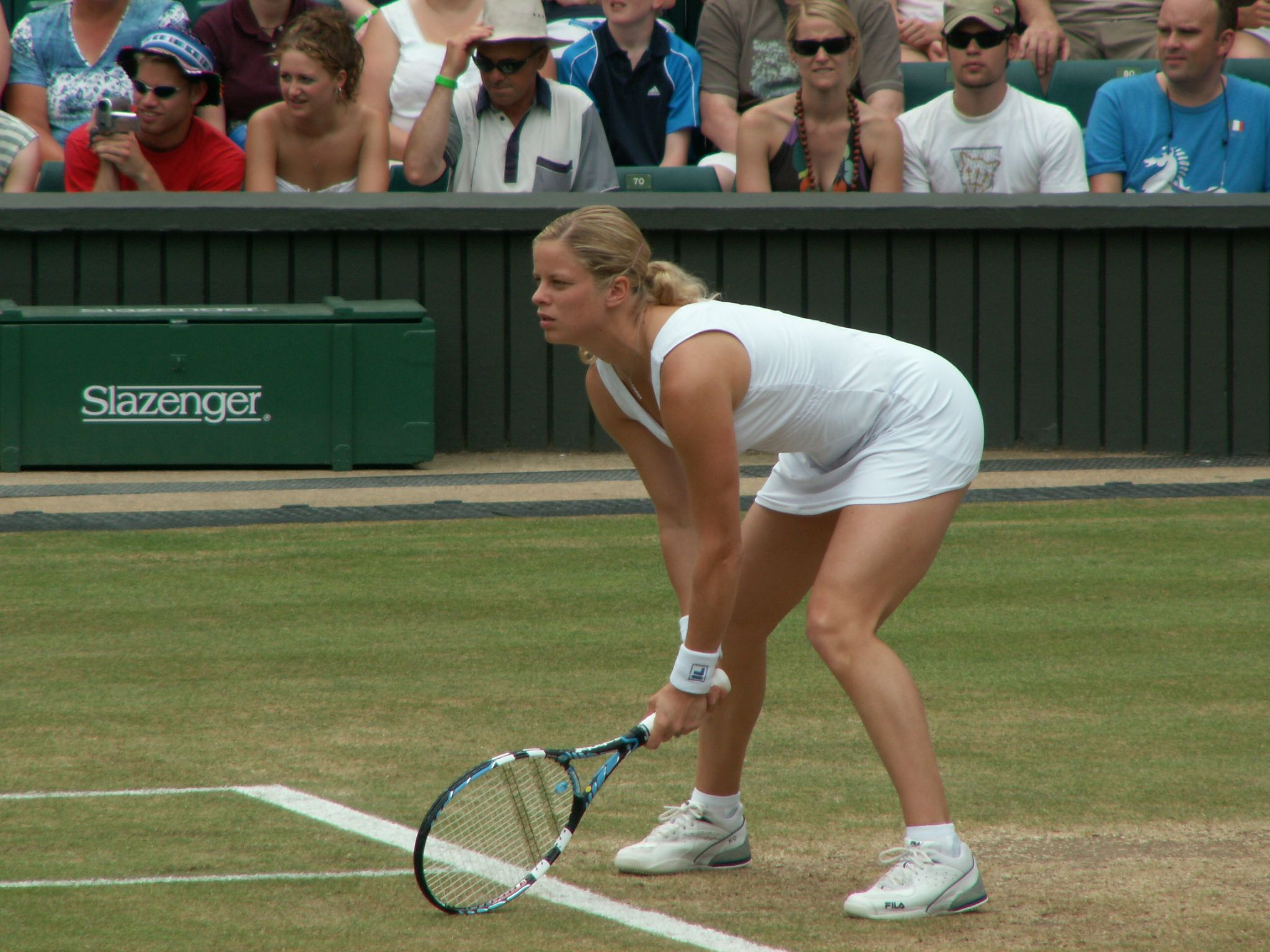

渡過了2005鋒頭最健的一年，來到2006，以雪梨國際賽為第一場比賽，很可惜的在第二輪對上F. Schiavone，因傷退賽；不過來到澳大利亞網球公開賽表現就完全不一樣，前兩輪都打敗了亞洲選手—韓國趙倫貞和中國的袁夢，八強賽擊敗復出的軒芝絲，不過還是很可惜的在四強遭遇瑪莉絲莫時因傷退賽，雖然在第三盤是領先的狀況。比利時的Antwerp也晉級至決賽，最後敗給瑪莉絲莫；最糟糕的是在美國的邁亞密，這個兩屆冠軍居然第一輪輸球，可能也是傷勢所導致。不過她在紅土的比賽卻有所斬獲，獲得華沙二級賽事的冠軍，並且在法國網球公開賽打進至四強，期間十六強擊敗D. Hantuchova、八強又打敗了軒芝絲，不過在四強遭遇同胞選手J. 軒寧還是只能束手就擒(6-3, 6-2)；在英國Eastbourne四強又再度敗給軒寧；並且在接下來的溫布頓錦標賽又在四強被她擊敗。今年碰上軒寧還沒有贏過，會造成克萊斯特絲一個心理陰影。不過她在美國網球公開賽系列賽還是表現的不錯，拿到史丹福的冠軍；在聖地牙哥也打進決賽，不過卻輸給以前都會贏的舒拉寶娃，舒拉寶娃的球技也已經提升了一個層次，已經可以跟比利時雙姝抗衡。不過很可惜的，她因為傷勢沒有去美國網球公開賽衛冕冠軍，結果這年因為舒拉寶娃也在2006美巡賽的表現最佳，又獲得美國網球公開賽冠軍，而使得獎金加倍。沉寂了很久，終於在比利時哈瑟爾特復出，並奪冠，也保住了她參加WTA年終賽的門票，年終賽中分到了俄羅斯女將組，除了他都是俄羅斯人，她擊敗了德门蒂耶娃和库兹涅佐娃，不過依然輸給了莎拉波娃，但是還是以分組第二的身分晉級四強，不過卻敗給了後來的亞軍毛瑞斯莫。

### 2009年
在美国网球公开赛决赛中以比分7-5, 6-3直落二盤战胜卡露莲·禾丝妮雅姬夺得冠军。

### 2010年
在澳網前的布里斯本公開賽，一路強勢晉級決賽，再次與同胞兼好友艾寧交手，在第一盤輕鬆取得下，第二盤以4-2領先時，不料遭到海寧反撲連下七局，不過後來在第三盤搶七中恢復過來，並挽救海寧2個冠軍點，結果以6-3, 4-6, 7-6險勝奪得今年第一冠，也是生涯第36個單打冠軍。
澳網，克萊斯特絲前二輪皆以直落二盤擊敗對手，但在第三輪意外爆冷以0-6, 1-6輸給狀態奇佳娜佳·彼得罗娃，僅僅不到一個小時就結束比賽。
之後的印第安泉站比賽，在十六進八比賽中被俄羅斯人克雷巴諾娃淘汰。在隨後的邁阿密站比賽中，先後戰勝上屆冠軍维多利亚·阿扎倫卡，皮爾，艾寧，決賽以6-1, 6-2直落二盤大比分橫掃取得15連勝的維納斯·威廉姆斯奪冠，世界排名重返前十。
因受傷而避戰法網。
在溫網，在第四輪賽事中，先落後一盤，再連下二盤擊敗艾寧，取得對戰紀錄的三連勝而晉級八強，但在八強賽事中先領先一盤下，遭到俄羅斯女將兹沃纳列娃連下二盤而淘汰出局。
在辛辛那提站中，決賽化解對手莎拉波娃三記冠軍點，決勝盤以6-2取勝，奪得今年第3個冠軍，也是第38個單打冠軍。
蒙特婁站中，八強再次遭到兹沃纳列娃而淘汰出局。
在美網中，八強與四強賽事陷入苦戰，斯托瑟、大威廉絲皆戰三盤才驚險取勝，生涯第4度闖入決賽，決賽賽事中丟失三局的表現以6-2, 6-1壓倒性的優勢擊敗兹沃纳列娃，比賽時間僅花1個小時間，順利衛冕成功，也結束溫布頓、蒙特婁二場八強賽事對後者的連敗，
在WTA巡回赛总决赛中成功晉身決賽。在決賽擊敗了卡露蓮·禾絲妮雅琪奪冠。

## 大满贯

### 女單

#### 冠軍（4）
| 年份 | 比賽 | 場地 | 決賽對手   | 對手國籍 | 勝方比分      |
| ---- | ---- | ---- | ---------- | -------- | ------------- |
| 2005 | 美网 | 硬地 | 皮尔斯     | 法國     | 6–1、6–1      |
| 2009 | 美网 | 硬地 | 禾絲妮雅琪 | 丹麥     | 7–5、6–3      |
| 2010 | 美网 | 硬地 | 兹沃纳列娃 | 俄羅斯   | 6–2、6–1      |
| 2011 | 澳网 | 硬地 | 李娜       | 中国     | 3–6、6–3、6–3 |

#### 亞軍（4）
| 年份 | 比賽 | 場地 | 決賽對手   | 對手國籍 | 勝方比分        |
| ---- | ---- | ---- | ---------- | -------- | --------------- |
| 2001 | 法網 | 紅土 | 卡普里亚蒂 | 美國     | 1–6、6–4、12–10 |
| 2003 | 法網 | 紅土 | 艾寧       | 比利時   | 6–0、6–4        |
| 2003 | 美网 | 硬地 | 海宁       | 比利時   | 7–5、6–1        |
| 2004 | 澳網 | 硬地 | 海宁       | 比利時   | 6–3、4–6、6–3   |

### 女雙冠軍（2）
| 年份 | 比賽   | 場地 | 搭檔             | 決賽對手                                       | 勝方比分      |
| ---- | ------ | ---- | ---------------- | ---------------------------------------------- | ------------- |
| 2003 | 法網   | 紅土 | 杉山愛 （ 日本） | 魯阿諾·帕斯夸爾（ 西班牙） 蘇亞雷斯（ 阿根廷） | 6–7、6–2、6–2 |
| 2003 | 溫布頓 | 草地 | 杉山愛 （ 日本） | 魯阿諾·帕斯夸爾（ 西班牙） 蘇亞雷斯（ 阿根廷） | 6–4、6–4      |

### 女雙亞軍（1）
| 年份 | 比賽   | 場地 | 搭檔             | 決賽對手                                    | 勝方比分 |
| ---- | ------ | ---- | ---------------- | ------------------------------------------- | -------- |
| 2001 | 溫布頓 | 草地 | 杉山愛 （ 日本） | 麗莎·雷蒙德（ 美國） 雷内·斯塔布斯（ 澳洲） | 6–4、6–3 |

### 混雙亞軍（1）
| 年份 | 比賽   | 場地 | 搭檔             | 決賽對手                                   | 勝方比分  |
| ---- | ------ | ---- | ---------------- | ------------------------------------------ | --------- |
| 2000 | 溫布頓 | 草地 | 休伊特 （ 澳洲） | 金波利·波 （ 美國） 唐納德·约翰松（ 美國） | 6–4、7–63 |

## WTA年終賽

### 女單冠軍（3）
| 年份 | 舉行地點   | 場地 | 決賽對手      | 對手國籍 | 勝方比分      |
| ---- | ---------- | ---- | ------------- | -------- | ------------- |
| 2002 | 美国洛杉磯 | 硬地 | 沙蓮娜·威廉絲 | 美国     | 7–5、6–3      |
| 2003 | 美国洛杉磯 | 硬地 | 瑪莉絲莫      | 法國     | 6–2、6–0      |
| 2010 | 多哈       | 硬地 | 禾絲妮雅琪    | 丹麦     | 6–3、5–7、6–3 |

## WTA巡迴賽

### 單打冠軍（41）
- 1999年 (1) - 盧森堡城（盧森堡富通集團錦標賽）
- 2000年 (2) - 澳洲霍巴特（澳新銀行塔斯曼尼亞國際賽）、萊比錫（Sparkassen Cup）
- 2001年 (3) - 美國史丹福（西部銀行經典賽）、萊比錫（Sparkassen Cup）、盧森堡城（盧森堡富通集團錦標賽）
- 2002年 (4) - 漢堡、德國菲爾德斯塔特（保時捷大奬賽）、盧森堡城（盧森堡富通集團錦標賽）、WTA年終賽
- 2003年 (9) - 悉尼國際賽（Medibank International）、印第安泉一級賽（太平洋寿险杯）、羅馬一級賽（意大利電訊盃）、荷蘭斯海爾托亨博斯（奧迪納公開賽）、史丹福（西部銀行經典賽）、洛杉磯（JP摩根Chase公開賽）、菲爾德斯塔特（保時捷大奬賽）、盧森堡城（盧森堡富通集團錦標賽）、WTA年終賽
- 2004年 (2) - 巴黎（蘇伊士環能公開賽）、安特衛普（Proximus Diamond Games）
- 2005年 (9) - 印第安泉一級賽（太平洋寿险杯）、邁阿密一級賽（納斯達克-100公開賽）、英國依斯特本（國際女子公開賽）、史丹福（西部銀行經典賽）、洛杉磯（JP摩根Chase公開賽）、多倫多一級賽（羅渣士盃）、美網、盧森堡城（盧森堡富通集團錦標賽）、比利時哈塞尔特（法國燃氣明星賽）
- 2006年 (3) - 華沙（J&S盃）、史丹福（西部銀行經典賽）、哈塞尔特（法國燃氣明星賽）
- 2007年 (1) - 悉尼國際賽（Medibank International）
- 2009年 (1) - 美網
- 2010年 (5) - 布里斯班國際賽、邁阿密皇冠賽（新力愛立信公開賽）、辛辛那提超五賽（西南財團公開賽）、美網、WTA年終賽
- 2011年 (1) - 澳网

### 雙打冠軍（11）
- 1999年 (1) - 斯洛伐克布拉迪斯拉發
- 2000年 (1) - 安特衛普（Proximus Diamond Games）
- 2002年 (2) - 洛杉磯（JP摩根Chase公開賽）、盧森堡城（盧森堡富通集團錦標賽）
- 2003年 (7) - 悉尼國際賽（Medibank International）、安特衛普（Proximus Diamond Games）、斯科茨戴爾、法網、溫布頓、美國聖秩戈（阿拉庫經典賽）、蘇黎世一級賽

## 外部連結
- 官方网站 （英文）
- 金·克萊斯特絲的国际女子网球协会官方資料（英文）
- 金·克萊斯特絲的國際網球總會 職業／青少年 官方資料（英文）
- Fed Cup - Player profile - Kim CLIJSTERS (BEL) （页面存档备份，存于）
- 金·克萊斯特絲的Instagram帳戶 （页面存档备份，存于）
- 金·克萊斯特絲的X（前Twitter） （英文）
- Kim Clijsters在互联网电影资料库（IMDb）上的資料（英文） （英文）